# Entomophaga maimaiga
Entomophaga maimaiga is een entomopathogene schimmelsoort die een aantal nachtvlindersoorten uit de Lymantriinae besmet. De schimmel was aanvankelijk in Japan beschreven als een ziekteverwekker van Lymantria dispar (L.), de plakker.
De plakker is in 1869 buiten Boston MA in Noord-Amerika geïntroduceerd en is sindsdien een ware plaag geworden. Er zijn sinds 1905 maatregelen tegen genomen, maar de 12 parasitoïde soorten en 1 predator zijn niet effectief gebleken. E. maimaiga is waarschijnlijk per ongeluk na 1971 uit Japan in Noord-Amerika terechtgekomen. De schimmel is sterk specifiek gericht op de invasieve plakker en wordt nog verder met opzet verspreid als biologische bestrijding van de plakkerinvasie.
De schimmel kan echter ook inheemse soorten aantasten. In de Verenigde Staten is de schimmel voor het eerst in 1989 opgemerkt en in de jaren 1989-1995 werden er grote aantallen aan de infectie bezweken rupsen gevonden. In de nationale bossen van Virginia en West-Viginia werden infecties van rupsen met E. maimaga voor het eerst in 2000 waargenomen. De geïnfecteerde soorten waren Dasychira obliquata, Dasychira vagans en Orgyia leucostigma.
Actieve sporen van de schimmel werden in april in de vochtige grond aan de voet van bomen waargenomen, maar er waren maar weinig rupsen besmet met de door de lucht verspreide conidia.  Besmetting lijkt zich te beperken tot die soorten waarvan de rupsen zich gedurende de dag in bladafval op de bodem van het bos plegen te verschuilen. Zij komen daar waarschijnlijk in direct contact met de actieve sporen.